# 熊野英昭
熊野 英昭（くまの ひであき、1937年（昭和12年）9月3日 - 2004年（平成16年）12月30日）は、日本の官僚。元通商産業事務次官。広島県出身。正四位瑞宝重光章受章。

## 来歴
東京大学経済学部経済学科をトップで卒業。通商産業省入省。貿易局長、大臣官房長、機械情報産業局長、産業政策局長を歴任し、1993年（平成5年）6月から1994年（平成6年）12月まで通商産業事務次官を務める。次官在任中には日米構造協議を受けて、引き続き新社会資本整備たる公共事業政策を推進した。小沢一郎や熊谷弘通産大臣の下で次期次官最有力だった内藤正久を退官させたが、これは巷間「通産省4人組事件」などとマスメディアで報じられた。また、実質上の消費税増税案たる国民福祉税構想をぶち上げた斎藤次郎大蔵次官と共に「SKコンビ」と呼称され、増税・新社会資本整備と大蔵・通産両省の思惑も絡み共闘して主だった政界関係者の間を動いた。
退官後は、東京中小企業投資育成社長を務めた。
2005年（平成17年）2月30日、多臓器不全により死去。67歳没。死後、正四位に叙され、瑞宝重光章を授けられた。

## 略歴
- 広島大附属高校卒業
- 1959年（昭和34年）9月25日 国家公務員採用上級試験（経済）合格。1960年（昭和35年） 東京大学経済学部経済学科卒業、通商産業省入省(大臣官房調査課)

入省同期に、松田岩夫、堺屋太一、飛永善造（元NEC HE専務、官房審議官、京都大学経済学部卒業）、脇山俊（埼玉大学教授、経済企画庁物価局審議官）、高橋達直、緒方謙二郎（川崎重工業副社長、資源エネルギー庁長官）、若林茂（電気技術者試験センター理事長、官房審議官）、藤澤修（京セラ常務・監査役、東京通産局長、京都大学法学部卒業）など
- 1961年6月　大臣官房産業構造調査室
- 1964年1月　企業局産業資金課
- 1964年7月　フランス留学
- 1965年7月　通商局国際経済課
- 1966年10月　化学工業局窯業建材課
- 1968年4月　外務省在フランス日本国大使館
- 1972年5月　大臣官房調査課
- 1973年7月　通商産業省通商政策局総務課長補佐
- 1974年（昭和49年）5月10日 通商産業省機械情報産業局機械保険課長
- 石油開発公団総務課長
- 1977年（昭和52年）7月1日 工業技術院総務部人事課長併任総務部人事課筑波移転困難者対策室長
- 1978年（昭和53年）6月20日 資源エネルギー庁長官官房原子力産業課長
- 1980年（昭和55年）7月1日 通商産業省産業政策局産業構造課長
- 1982年（昭和57年）5月10日 通商産業省機械情報産業局産業機械課長
- 1983年（昭和58年）6月7日 通商産業省機械情報産業局総務課長
- 1984年（昭和59年）10月5日 通商産業大臣官房総務課長
- 中曽根内閣内閣総理大臣秘書官事務取扱[4]
- 1987年（昭和62年）11月6日 通商産業大臣官房付
- 1988年（昭和63年）1月18日 通商産業研究所長併任
- 1988年（昭和63年）4月1日 通商産業研究所長併任解除
- 1988年（昭和63年）6月14日 通商産業省貿易局長
- 1989年（平成元年）6月27日 通商産業大臣官房長
- 1991年（平成3年）6月14日 通商産業省機械情報産業局長
- 1992年（平成4年）6月23日 通商産業産業政策局長
- 1993年（平成5年）6月25日 通商産業事務次官
次官在任中、熊谷弘大臣の下で、次期次官最有力であった内藤正久産業政策局長を解任した（通産省4人組事件）。自民党が与党に復帰後も新社会資本整備の諸施策にあたった。
- 1994年（平成6年）12月28日 退官
- 1998年（平成10年）4月 東京中小企業投資育成株式会社特別参与
- 1998年（平成10年）6月 東京中小企業投資育成株式会社代表取締役社長
- 2004年（平成16年）12月30日 死去。叙正四位、授瑞宝重光章